# 里拉琴

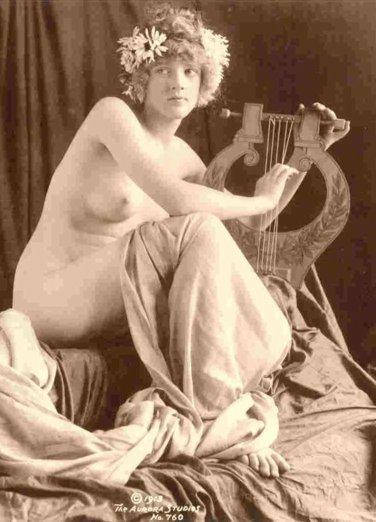
拨弄里拉琴的女性，摄于1913年的仿古照片

里拉（英語：lyre），古地中海琴種，經時間流逝多數琴種皆已絕跡，僅剩希臘、埃及、衣索比亞等仍保有傳統，琴亦在流入不同國家後擁有各自別名。是西方古典文明最常见的拨弦乐器，传至现代的种类非常繁多。它们的主要特点是共鸣箱特别狭窄，因而便于携带。乐器的弦数不一，多數介於5-8根之间，但也有15弦里拉琴。乐器适合傳統上搭配故事或吟唱使用。古希腊的游吟诗人经常使用这种乐器来烘托气氛。它在中世纪文献的诸多引用，起码在10世纪后仅限于寓意。不过在北欧它仍被使用至至少14世纪。

## 尺寸属性
- 总长：74厘米
- 弦长：55厘米
- 共鸣箱宽：24厘米
- 共鸣箱厚：5厘米

## 里拉琴音樂家
- Yerko Lorca (西班牙）